# Bộ Viết (曰)
Bộ Viết, bộ thứ 73 có nghĩa là " nói rằng" là 1 trong 34 bộ có 4 nét trong số 214 bộ thủ Khang Hy.
Trong Từ điển Khang Hy có 37 chữ (trong số hơn 40.000) được tìm thấy chứa bộ này.

## Tự hình Bộ Viết (曰)

Giáp cốt văn
Kim văn
Đại triện
Tiểu triện

## Chữ thuộc Bộ Viết (曰)
| Số nét bổ sung | Chữ                                       |
| -------------- | ----------------------------------------- |
| 0              | 曰/viết/                                  |
| 1              | 曱                                        |
| 2              | 曲/khúc/ 曳/duệ/                          |
| 3              | 更/canh/ 曵/duệ/                          |
| 4              | 曶/hốt/                                   |
| 5              | 曷/hạt/                                   |
| 6              | 書/thư/ 曺/tào/                           |
| 7              | 曹/tào/ 曻 曼/mạn/ 曽/tằng/               |
| 8              | 曾/tăng/ 替/thế/ 最/tối/ 朁/thảm/ 朂/húc/ |
| 9              | 會/cối/                                   |
| 10             | 朄/dẫn/ 朅/khiết/                         |
| 12             | 朆/phân/                                  |
| 17             | 朇/bì/                                    |